# Tetrapyrgia
Tetrapyrgia là một chi bướm đêm thuộc họ Noctuidae.